# OMG! Ubuntu!
OMG! Ubuntu! es un blog de opinión de Linux, que fue lanzado en agosto de 2009, que se ofrece críticas, novedades y actualizaciones sobre Ubuntu y sus derivados. El sitio web es parte de la Ohso Ltd Network. Su enfoque principal es promedio de los usuarios de Ubuntu, en lugar de los desarrolladores.
El sitio fue registrado el 2 de septiembre de 2009, a pesar de que había existido con anterioridad a esta fecha a otra URL. El editor/jefe Joey-Elías Sneddon informó a finales de mayo de 2011 que OMG! Ubuntu! recibe 3 millones de páginas vistas al mes.
Aunque en un principio estaba basado en Blogger, el website que hoy emplea como software de blog Wordpress con un tema personalizado diseñado por el copropietario de Ohso, el escritor de OMG! Ubuntu! Benjamín Humphrey, varios widgets personalizados construidos y plugins.

## Formato
El sitio ofrece principalmente estilo blog acerca de las actualizaciones, noticias de Ubuntu, así como entrevistas con personas clave en la comunidad de Linux, tales como Jono Bacon, Linus Torvalds, y Jeff Waugh.
El sitio tiene un grado de integración con Ask Ubuntu, mediante la inclusión de preguntas de alto nivel y la información en el sitio.
En abril de 2011, para celebrar el lanzamiento de Ubuntu 11.04 y como una respuesta a la confusión que rodea la introducción de la Interfaz Unity, el sitio lanzó una guía interactiva para ayudar a los nuevos usuarios.

## Otros productos
La página web OMG! Ubuntu! también ha lanzado un software comercial juego para la plataforma de Ubuntu llamada Volley Brawl, disponible a través del Centro de software de Ubuntu.
Hay una aplicación gratuita para la visualización de la página web, que está disponible para Android.